# خربثا المصباح
خربثا المصباح هي بلدة فلسطينية في وسط الضفة الغربية، وتقع على 12.5 كيلومتر (7.8 ميل) غرب مدينة رام الله في محافظة رام الله والبيرة.
وفقًا للجهاز المركزي للإحصاء الفلسطيني، كان عدد سكان البلدة 5,211 نسمة في عام 2007. وتبلغ مساحتها الإجمالية 4,431 دونمًا، منها 644 دونمًا منطقة عمرانية والباقي أراض زراعية وغابات.

## الجغرافيا
تقع خربثا المصباح على بعد 12.5 كيلومتر (7.8 ميل) غرب مدينة رام الله. يحدها من الشرق بيت عور الفوقا، ومن الشمال بيت عور التحتا، ومن الغرب بيت سيرا، ومن الجنوب بيت لقيا.

## التاريخ
في عام 1838، ذكرها الباحث الأمريكي إدوارد روبنسون أنها قرية مسلمة تسمى خربثا في منطقة اللد الإدارية.
في عام 1863، وجد عالم الآثار الفرنسي فيكتور جويرين أن القرية يبلغ عدد سكانها 400 نسمة. كما أشار إلى وجود خمسة أو ستة خزانات أرضية ومقابر قديمة، وأعتقد أنها مكان قديم.
ذكر ألبرت سوسين أن القرية موجودة ضمن قائمة القرى العثمانية الرسمية من حوالي عام 1870، وكان يبلغ عدد سكانها 194، بإجمالي 71 منزلاً. على الرغم من أن عد السكان شمل الرجال فقط. وجد مارتن هرتمن أن خربثا المصباح كان بها 78 منزلاً.
في عام 1882، وصف المسح الذي أجرته مؤسسة صندوق استكشاف فلسطين الغربية للقرية، التي كانت تسمى آنذاك خربثا بن السبع، بأنها «قرية صغيرة على حافة، وبها بئر إلى الشرق».

### الانتداب البريطاني
بلغ عدد سكان القرية في التعداد السكاني عام 1922، الذي أجرته سلطات الانتداب البريطاني حوالي 369 نسمة، وجميعهم مسلمون. في تعداد عام 1931، زاد عدد سكانها إلى 488 نسمة، كلهم مسلمون، ويسكنون 121 منزلًا مأهولًا.

في إحصائية عام 1945، كان عدد سكان خربثا المصباح 600 نسمة، جميعهم من المسلمين، ويمتلكون 4,438 دونمًا من الأرض وفقًا لمسح رسمي للأراضي والسكان. 1,026 دونم عبارة عن مزارع وأراضي صالحة للري، و 2,133 دونمًا للحبوب، بينما 25 دونمًا عبارة عن أراضٍ مبنية (حضرية).

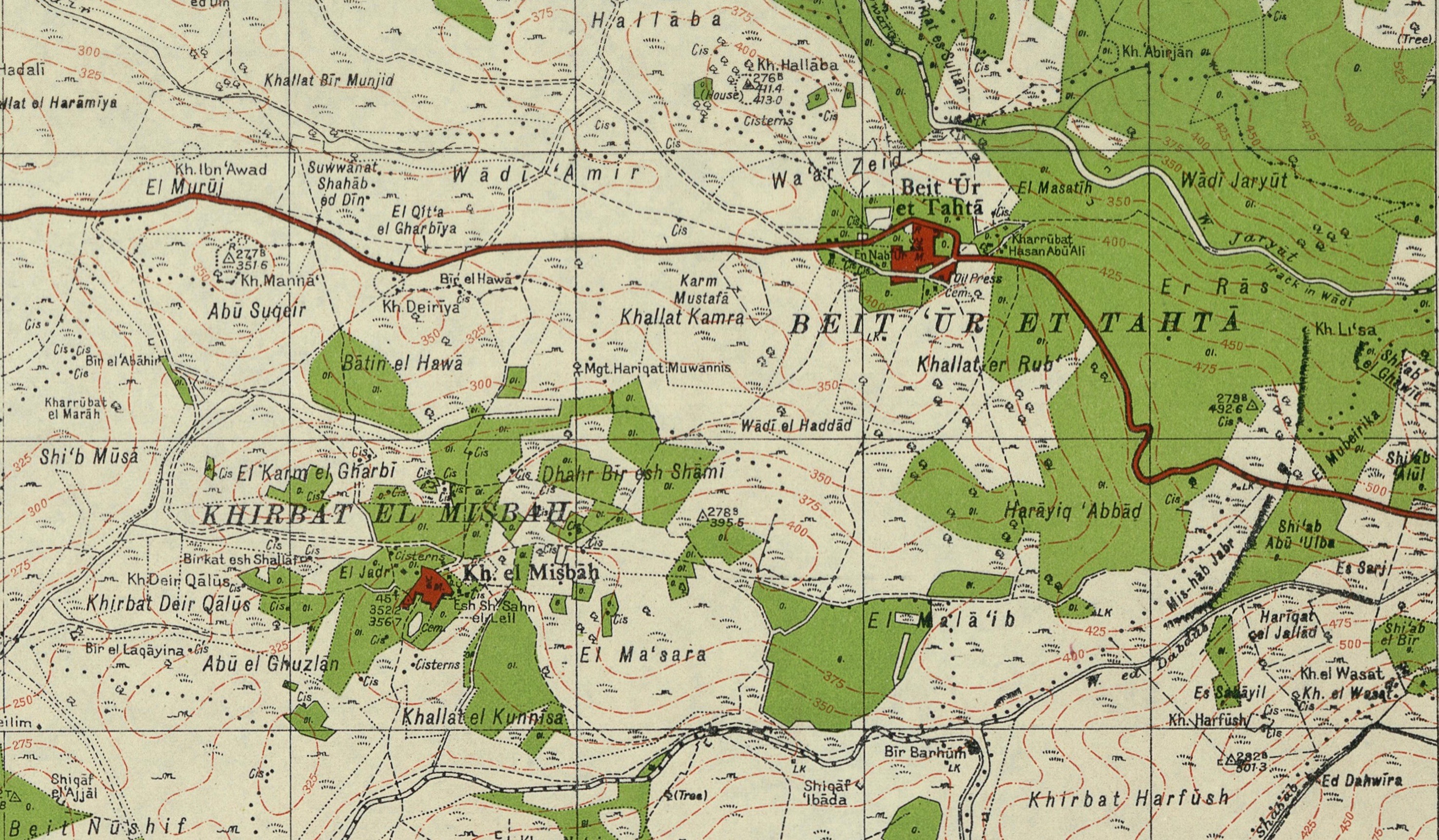
خربة المصباح 1944
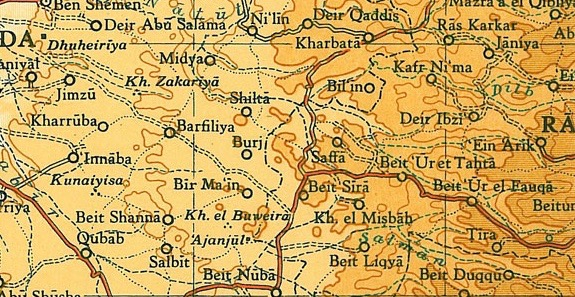
خربة المصباح 1945

### الإدارة الأردنية
في أعقاب الحرب العربية الإسرائيلية عام 1948، وبعد اتفاقات الهدنة لعام 1949، خضعت خربثا المصباح للحكم الأردني.

### 1967 إلى الوقت الحاضر
منذ حرب الأيام الستة عام 1967، وقعت خربثا المصباح تحت الاحتلال الإسرائيلي.
بعد اتفاقيات عام 1995، تم تصنيف 19% من أراضي القرية كمنطقة " ب"، بينما تم تصنيف الـ 81% المتبقية على أنها منطقة "ج".
صادرت إسرائيل 61 دونما من أراضي القرية من أجل بناء مستوطنة بيت حورون الإسرائيلية.

## وصلات خارجية
- مرحبا بكم في خ. المصباح نسخة محفوظة 11 يونيو 2015 على موقع واي باك مشين.
- مسح لغرب فلسطين، خريطة 17: IAA، Wikimedia commons
- قرية خربثا المصباح (صحيفة وقائع)، معهد البحوث التطبيقية - القدس (أريج)
- نبذة عن قرية خربثا المصباح، أريج
- صورة جوية خربثا، أريج
- المعاناة الناجمة عن حصار القرى في 18 كانون الثاني (يناير) 2001 م، بويكا
- حظر دخول الفلسطينيين على الطريق الالتفافي الإسرائيلي # 443 16 كانون الأول 2007، بويكا
- أمر عسكري إسرائيلي جديد بمصادرة عشرة دونمات من أراضي بيت لقيا جنوب غربي مدينة رام الله، 24 نيسان 2010، بويكا
- أخبرني أيها الفتى هل رميت الحجارة؟ الأولاد الذين بالكاد في سن المراهقة يتم نقلهم من قبل الجيش في منتصف الليل ويخبر الكثيرون عن المناولة والضرب بقلم أميرة هاس، 15 أبريل 2003، هآرتس